# El Grony de la Torre
El Grony de La Torre o també senzillament anomenat El Grony és una serra situada al municipi de Moià, a la comarca del Moianès, amb una elevació màxima de 989 metres.